# Genmaicha
Le genmaicha (玄米茶, littéralement « thé de riz brun ») est un thé vert japonais mélangé à des grains de riz grillés. Il s'agit d'un thé populaire au Japon.

## Origine
Le genmaicha semble s'être développé dans des milieux où les feuilles de thé étaient difficiles d'accès, d'où l'intérêt de les mélanger à du riz grillé avant de les consommer afin d'en faire un usage parcimonieux : dans les régions éloignées de celles produisant du thé, qui y avaient plus difficilement accès, ou dans les couches populaires, pour lesquelles le thé représentait un coût important. L'habitude de boire des infusions de grains de riz grillés comme substitut au thé semble avoir été répandue par le passé au Japon et pourrait être à l'origine du genmaicha.
Une légende relate son invention : au XVe siècle, le serviteur d'un samouraï de la province de Hakone aurait fait tomber par inadvertance des grains de riz dans le bol de thé de celui-ci. Son maître, courroucé, le met alors à mort, avant de se rendre compte que le breuvage obtenu par le mélange du thé et des grains de riz était délicieux. Il regretta alors son geste et se fit servir chaque jour du thé au riz, qu'il baptisa du nom de son serviteur, Genmai.

## Fabrication
Le genmaicha est généralement fabriqué avec du thé vert commun, bancha, notamment la récolte de l'automne qui produit les thés de qualité standard. Il est parfois fabriqué avec du thé vert de meilleure qualité, sencha, au goût végétal plus prononcé,.
On y rajoute des grains de riz brun torréfiés. Certains de ces grains peuvent avoir éclaté durant la torréfaction, à la manière des grains de pop-corn, les autres restent entiers,. La qualité du riz employé est également déterminante dans la qualité finale du genmaicha, peut-être plus que la qualité du thé.
Le genmaicha est également vendu avec du matcha (thé vert en poudre) ajouté à celui-ci. Ce produit est appelé matcha-iri genmaicha (littéralement genmaicha avec du thé en poudre). Le matcha-iri genmaicha a un goût similaire au genmaicha mais sa saveur est souvent plus amère.

## Préparation
Selon les goûts et les avis, le genmaicha se met à infuser dans une théière japonaise de type kyūsu, dans une eau de 85 °C durant une trentaine de secondes, ou 75-80 °C pour 2 minutes avec la possibilité de deux infusions supplémentaires.

## Consommation
Le genmaicha est un thé qui est bu très couramment au Japon où il constitue une alternative au thé vert. On le consomme souvent pendant les repas. C'est un des rares thés qui puisse se marier aussi bien avec les saveurs aigres que douces des cuisines d'Asie orientale.